# Idéalisme (Turquie)
Pour les articles homonymes, voir Idéalisme.
L'Idéalisme (turc: Ülkücülük, Ülkücü düşünce), également connu sous le nom de Turgeshisme (turc: Türkeşçilik, Türkeşçi düşünce) est une idéologie nationaliste développée par Alparslan Türkeş et le Parti d'action nationaliste comme principe de la Doctrine des Neuf Lumières.
La philosophie de l'Idéalisme a été largement influencée par les idées de Ziya Gökalp, sociologue, écrivain et poète turc. Gökalp croyait que le peuple turc avait besoin de créer une nouvelle identité nationale distincte de son passé ottoman et fondée sur ses propres traditions culturelles, historiques et linguistiques. Il a fait valoir que cette nouvelle identité (« turcité ») devrait être fondée sur les principes de l'Islam et du nationalisme turc, et qu'elle devrait être promue par l'éducation et les institutions culturelles[page à préciser],,,,
L'idéalisme a eu une influence significative sur la pensée politique et intellectuelle turque, et ses idées continuent de façonner le paysage politique et culturel du pays aujourd'hui.

## Idéologie

### Origine
Les origines du nom remontent aux termes "millî mefkure (ülkü)" utilisés par Ziya Gökalp et "' millî ülkü" utilisés par les Nihal Atsız et les pan-turcistes. En 1950–1953, il a été utilisé par l'Association des nationalistes turcs au cours de ses années. Ülkü signifie "idéal" en termes de sens du mot. Ülkücülük est l'équivalent de "l'idéalisme",.
Le 3 mai 1944, un grand groupe a protesté contre la poursuite de Nihal Atsız à Istanbul ainsi qu'à Ankara  et ses amis ont défilé du palais de justice d'Ankara à la place Ulus . Bien que le mouvement turc était une politique nationale au niveau de l'État à l'époque d'Atatürk, c'est avec cet événement qu'il est devenu une idée de masse.